# دوچرخه‌سواری در المپیک تابستانی ۲۰۲۰
دوچرخه‌سواری یکی از ورزش‌های بازی‌های المپیک تابستانی ۲۰۲۰ است که از ۲۴ ژوئیه تا ۸ اوت ۲۰۲۱ برگزار شد.
این مسابقات در دو بخش مردان و زنان در ۲۲ رویداد انجام شد.

## جدول مدال‌ها
*   کشور میزبان (ژاپن)
| رتبه            | کشور                | طلا | نقره | برنز | مجموع |
| --------------- | ------------------- | --- | ---- | ---- | ----- |
| ۱               | بریتانیای کبیر      | ۶   | ۴    | ۲    | ۱۲    |
| ۲               | هلند                | ۵   | ۳    | ۴    | ۱۲    |
| ۳               | سوئیس               | ۱   | ۳    | ۲    | ۶     |
| ۴               | دانمارک             | ۱   | ۲    | ۰    | ۳     |
| ۵               | ایالات متحده آمریکا | ۱   | ۱    | ۱    | ۳     |
| ۶               | آلمان               | ۱   | ۱    | ۰    | ۲     |
| ۷               | استرالیا            | ۱   | ۰    | ۲    | ۳     |
| ۷               | ایتالیا             | ۱   | ۰    | ۲    | ۳     |
| ۹               | اسلوونی             | ۱   | ۰    | ۱    | ۲     |
| ۹               | کانادا              | ۱   | ۰    | ۱    | ۲     |
| ۱۱              | اتریش               | ۱   | ۰    | ۰    | ۱     |
| ۱۱              | اکوادور             | ۱   | ۰    | ۰    | ۱     |
| ۱۱              | چین                 | ۱   | ۰    | ۰    | ۱     |
| ۱۴              | نیوزیلند            | ۰   | ۲    | ۰    | ۲     |
| ۱۵              | کلمبیا              | ۰   | ۱    | ۱    | ۲     |
| ۱۶              | اوکراین             | ۰   | ۱    | ۰    | ۱     |
| ۱۶              | بلژیک               | ۰   | ۱    | ۰    | ۱     |
| ۱۶              | مالزی               | ۰   | ۱    | ۰    | ۱     |
| ۱۶              | ونزوئلا             | ۰   | ۱    | ۰    | ۱     |
| ۱۶              | ژاپن*               | ۰   | ۱    | ۰    | ۱     |
| ۲۱              | فرانسه              | ۰   | ۰    | ۲    | ۲     |
| ۲۱              | چین                 | ۰   | ۰    | ۲    | ۲     |
| ۲۳              | اسپانیا             | ۰   | ۰    | ۱    | ۱     |
| ۲۳              | هنگ کنگ             | ۰   | ۰    | ۱    | ۱     |
| مجموع (۲۴ کشور) | مجموع (۲۴ کشور)     | ۲۲  | ۲۲   | ۲۲   | ۶۶    |

## دوچرخه‌سواری جاده
| رویداد           | طلا                      | نقره                   | برنز                          |
| رقابت جاده مردان | ریچارد کاراپاس · اکوادور | واوت فان آرت · بلژیک   | تادی پوگاچار · اسلوونی        |
| تایم تریل مردان  | پریموژ روگلیچ · اسلوونی  | تام دیمولن · هلند      | روئن دنیس · استرالیا          |
| رقابت جاده زنان  | آنا کیزنهوفر · اتریش     | آنمیک فان فلوتن · هلند | الیزا لونیو بورگینی · ایتالیا |
| تایم تریل زنان   | آنمیک فان فلوتن · هلند   | مارلن رویسر · سوئیس    | آنا فان در برخن · هلند        |

## دوچرخه‌سواری پیست

### مردان
| رویداد       | طلا                                                                          | نقره                                                                         | برنز                                                                                |
| کیرین        | جیسون کنی · بریتانیای کبیر                                                   | عزیزالحسنی اوانگ · مالزی                                                     | هری لاورایسن · هلند                                                                 |
| مدیسون       | دانمارک · لسه نورمن هانسن · میکل مارکیو                                      | بریتانیای کبیر · ایتن هیتر · متیو والز                                       | فرانسه · دانووان گروندا · بنژمن توما                                                |
| اومنیوم      | متیو والز · بریتانیای کبیر                                                   | کمپل استوارت · نیوزیلند                                                      | الیا ویوانی · ایتالیا                                                               |
| تعقیبی تیمی  | ایتالیا (ITA) · سیمون کونسونی · فیلیپو گانا · فرانچسکو لامون · جوناتان میلان | دانمارک (DEN) · نیکلاس لارسن · لسه نورمن هانسن · راسموس پدرسن · فردریک مادسن | استرالیا (AUS) · لی هاوارد · کلند اوبراین · لوک پلاپ · سام ولسفورد · الکساندر پورتر |
| اسپرینت      | هری لاورایسن · هلند                                                          | جفری هوخلاند · هلند                                                          | جک کارلین · بریتانیای کبیر                                                          |
| اسپرینت تیمی | هلند (NED) · جفری هوخلاند · هری لاورایسن · روی فان در برخ · ماتایش بوخلی     | بریتانیای کبیر (GBR) · جک کارلین · جیسون کنی · رایان اوونز                   | فرانسه (FRA) · فلوریان گرنگبو · رایان هلال · سباستیان ویژیه                         |

### زنان
| رویداد       | طلا                                                                     | نقره                                                                                  | برنز                                                                                           |
| کیرین        | شانه براسپنینکس · هلند                                                  | الس اندروز · نیوزیلند                                                                 | لورینه ژنست · کانادا                                                                           |
| مدیسون       | بریتانیای کبیر · کیتی آرچیبالد · لورا ترات                              | دانمارک · امیلی دیدریکسن · یولیه لت                                                   | چین · گلناز خاتونتسوا · ماریا نوولودسکایا                                                      |
| اومنیوم      | جنیفر ولنته · ایالات متحده آمریکا                                       | یومی کاجیهارا · ژاپن                                                                  | کریستن ویلد · هلند                                                                             |
| تعقیبی تیمی  | آلمان (GER) · فرانتسیسکا براوسه · لیسا برناور · لیسا کلاین · میکه کروگر | بریتانیای کبیر (GBR) · کیتی آرچیبالد · لورا ترات · نئا اونز · جوسی نایت · النور بارکر | ایالات متحده آمریکا (USA) · کلوئی دایگرت · مگان جاسترب · جنیفر ولنته · اما وایت · لیلی ویلیامز |
| اسپرینت      | کلسی میچل · کانادا                                                      | اولنا استاریکووا · اوکراین                                                            | لی وای شی · هنگ کنگ                                                                            |
| اسپرینت تیمی | چین (CHN) · بائو شانجو · ژونگ تیانشی                                    | آلمان (GER) · لیا فردریش · اما هینتسه                                                 | کمیته المپیک روسیه (ROC) · داریا شملوا · آناستازیا ووینووا                                     |

## دوچرخه‌سواری کوهستان
| رویداد | طلا                         | نقره                   | برنز                    |
| مردان  | تام پیدکوک · بریتانیای کبیر | ماتیاس فلوکیگر · سوئیس | داوید والرو · اسپانیا   |
| زنان   | یولاندا نف · سوئیس          | سینا فری · سوئیس       | لیندا ایندرگاند · سوئیس |

## دوچرخه‌سواری بی‌ام‌اکس
| رویداد       | طلا                                | نقره                              | برنز                         |
| رقابت مردان  | نیک کیمان · هلند                   | کای وایت · بریتانیای کبیر         | کارلوس رامیرس · کلمبیا       |
| نمایشی مردان | لوگان مارتین · استرالیا            | دنیل درس · ونزوئلا                | دکلان بروکز · بریتانیای کبیر |
| رقابت زنان   | بت شریور · بریتانیای کبیر          | ماریانا پاخون · کلمبیا            | میرل اسمولدرس · هلند         |
| نمایشی زنان  | شارلوت وورتینگتون · بریتانیای کبیر | هانا رابرتز · ایالات متحده آمریکا | نیکیتا دوکاروز · سوئیس       |

## کشورهای شرکت کننده
- الجزایر (۲)
- آرژانتین (۳)
- استرالیا (۳۰)
- اتریش (۸)
- جمهوری آذربایجان (۱)
- بلاروس (۴)
- بلژیک (۱۵)
- برزیل (۵)
- بورکینافاسو (۱)
- کانادا (۲۳)
- شیلی (۳)
- چین (۷)
- کلمبیا (۱۰)
- کاستاریکا (۳)
- کرواسی (۱)
- کوبا (۱)
- قبرس (۱)
- جمهوری چک (۷)
- دانمارک (۱۷)
- اکوادور (۴)
- مصر (۱)
- اریتره (۳)
- استونی (۳)
- اتیوپی (۱)
- فنلاند (۱)
- فرانسه (۲۸)
- آلمان (۲۸)
- بریتانیای کبیر (۲۶)
- یونان (۳)
- گواتمالا (۱)
- هنگ کنگ (۵)
- مجارستان (۳)
- ایران (۱)
- ایرلند (۷)
- اسرائیل (۲)
- ایتالیا (۲۴)
- ژاپن (۱۶)
- قزاقستان (۵)
- لتونی (۴)
- لیتوانی (۴)
- لوکزامبورگ (۳)
- مالزی (۲)
- مکزیک (۷)
- مراکش (۱)
- نامیبیا (۴)
- هلند (۲۸)
- نیوزیلند (۱۹)
- نروژ (۹)
- پاناما (۱)
- پاراگوئه (۱)
- پرو (۱)
- لهستان (۱۶)
- پرتغال (۴)
- تیم پناهندگان المپیک (۲)
- چین (۱۸)
- رومانی (۲)
- رواندا (۱)
- اسلواکی (۲)
- اسلوونی (۶)
- آفریقای جنوبی (۱۱)
- کره جنوبی (۲)
- اسپانیا (۱۲)
- سورینام (۱)
- سوئد (۲)
- سوئیس (۲۰)
- چین تایپه (۱)
- تایلند (۲)
- ترینیداد و توباگو (۳)
- ترکیه (۲)
- اوکراین (۴)
- ایالات متحده آمریکا (۲۷)
- ازبکستان (۲)
- ونزوئلا (۲)